# خديجة بن حدو
خديجة بن حدو (28 سبتمبر 1989) هي لاعبة كرة قدم مغربية دولية، ولدت في مدينة كومبيين الفرنسية، تلعب كلاعبة خط وسط.

## سيرة شخصية
نشأت خديجة في أسرة رياضية وبدأت تلعب كرة القدم في سن الخامسة من عمرها، في نادٍ محلي في مسقط رأسها، لاكروا سان أوين.

### مهنة النادي
تدربت في US Compiègne Oise [الفرنسية] من عام 2005 حتى عام 2015، بعدها قررت الانضمام الى نادي سان دنيس عام 2017، لتمضي مع النادي موسمين كاملين، ثم بعدها غادرت النادي لتنضم في صفوف نادي بوفيه في عام 2020.

### مهنة دولية
استدعيت أول مرة للعب مع المنتخب المغربي في يناير 2012، للمشاركة في بطولة إفريقيا 2012. وكانت أول مباراة لها ضد تونس في 14 يناير 2012، والتي فاز بها المغرب بنتيجة (2 - 0). وشاركت أيضًا في تصفيات كأس إفريقيا 2014، لكن المنتخب خرج من الدور الأول على يد الجزائر.
وفي إطار الاستعدادات لكأس أمم إفريقيا 2016، شاركت في مباراة ودية ثنائية بين المنتخب المغربي والمنتخب المصري في نوفمبر 2015.
وفي تصفيات كأس أمم إفريقيا شاركت في مباراة ضد مالي في مارس 2016. والتي انتهت بخسارة المنتخب المغربي وغيابه عن المرحلة النهائية للمرة الثانية.

## إحصائيات

### المنتخب
يسرد الجدول التالي لقاءات المنتخب المغربي التي شاركت فيها خديجة منذ 14 يناير 2012:
| # | التاريخ        | الملعب                               | الخصم   | النتيجة           | المنافسة                    | هدف | تمريرة حاسمة |
| - | -------------- | ------------------------------------ | ------- | ----------------- | --------------------------- | --- | ------------ |
| 1 | 14 يناير 2012  | المغرب ملعب مولاي الحسن، الرباط      | تونس    | 2 – 0             | تصفيات كأس إفريقيا 2012     | 0   | 0            |
| 2 | 28 يناير 2012  | تونس ملعب سليمان، تونس               | تونس    | 2 – 0 تأهل المغرب | تصفيات كأس إفريقيا 2012     | 0   | 0            |
| 3 | 14 فبراير 2014 | الجزائر ملعب عمر حمادي، الجزائر      | الجزائر | 2 – 0             | تصفيات كأس إفريقيا 2014     | 0   | 0            |
| 4 | 1 مارس 2014    | المغرب ملعب أبو بكر عمار، سلا        | الجزائر | 0 – 0             | تصفيات كأس إفريقيا 2014     | 0   | 0            |
| 5 | 25 نوفمبر 2015 | المغرب مجمع محمد السادس الرياضي، سلا | مصر     | 3 – 0             | ودية                        | 0   | 0            |
| 6 | 28 نوفمبر 2015 | المغرب مجمع محمد السادس الرياضي، سلا | مصر     | 5 – 0             | ودية                        | 0   | 0            |
| 7 | 5 مارس 2016    | مالي ملعب موديبو كيتا، باماكو        | مالي    | 0 – 0             | تصفيات كأس أمم إفريقيا 2016 | 0   | 0            |
| 8 | 19 مارس 2016   | المغرب ملعب أبو بكر عمار، سلا        | مالي    | 2 – 1             | تصفيات كأس أمم إفريقيا 2016 | 0   | 0            |

| مفتاح النتيحة : = فوز = تعادل = خسارة |

## روابط خارجية
- خديجة بن حدو على موقع قاعدة بيانات كرة القدم.إي يو (الإنجليزية)
- خديجة بن حدو على موقع Soccerway.com (الإنجليزية)